# Onthophagus rana
Onthophagus rana là một loài bọ cánh cứng trong họ Bọ hung (Scarabaeidae).